# Божидар Влајић (политичар)
Божидар Влајић (Београд, 8. септембар 1888 – Лондон, 14. мај 1974) био је српски адвокат и публициста, истакнути првак Демократске странке и министар у влади Краљевине Југославије у егзилу.

## Биографија
Божидар Влајић студирао је право и социологију у Немачкој и Француској, да би најзад дипломирао у Швајцарској за време Првог светског рата. Премда је после рата имао своју адвокатску канцеларију, Влајић се претежно бавио политиком, а током низа година био је и хроничар Српског књижевног гласника за унутрашњу политику. У периоду између два светска рата био је истакнути првак Демократске странке и припадник најужег круга сарадника Љубомира Давидовића. Обављао је најодговорније функције у странци, а биран је и за народног посланика. Значајну улогу играо је и у организацији и раду Удружене опозиције као званични делегат своје странке.
Након инвазије Сила Осовине на Југославију и евакуације Југословенске владе из земље, прихватио је дужност министра социјалне политике и народног здравља у кабинету Милоша Трифуновића.
Након завршетка Другог светског рата и успостављања нове комунистичке власти у Југославији, Божидар Влајић остаје у Лондону и живи у емиграцији. Као представник демократског крила југословенске емиграције узео је учешће у раду емигрантских удружења, а нарочито се ангажовао око рада Савеза Ослобођење и његовог гласила Наша реч. Заједно са Десимиром Тошићем, коме је био нека врста старијег политичког ментора, написао је највећи број уводника Наше речи, које је 2013. године приредио др Дејан Ђокић и објавио у књизи Несентиментални идеалисти: Десимир Тошић, Божидар Влајић и уводници часописа Наша реч (Париз-Лондон 1948-1990). Током марта 1963. године учествовао је у раду конференције у Станстеду близу Лондона којој су присуствовали представници различитих група југословенске емиграције, и којом приликом је усвојена заједничка Станстедска декларација. Њоме је било предвиђено да ће будућа Југославија бити уређена као савез пет суверених држава: Србије, Хрватске, Словеније, Македоније и Босне и Херцеговине. Божидар Влајић умро је у Лондону 1974. године, али је Десимир Тошић управо њему приписивао највеће заслуге за потписивање Нацрта за Демократску алтернативу до којег је дошло 1982. Тим документом истакнута је потреба за политичким плурализмом и успостављањем демократског система у земљи, као и неопходност давања права самоопредељења свим народима у југословенској заједници.

## Породични живот
Божидар Влајић био је ожењен Зором, ћерком Раше Милошевића и Драге Љочић. Његов отац Дамјан Влајић (1854 – 1944) био је артиљеријско-технички пуковник српске војске и предавач за војне науке на Великој школи током 1889/90. За време Првог светског рата био је у врховној команди. По мајци, Божидар Влајић био је унук српског политичара и правника Радивоја Милојковића. 